# Бекфорд, Тайсон
Тайсон Бекфорд (англ. Tyson Beckford, род. 19 декабря 1970 года, Рочестер, Нью-Йорк, США) — фотомодель и актёр, наиболее известный как лицо бренда Ральф Лорен. Он также был ведущим двух сезонов программы Make Me a Supermodel и снялся во множестве видеоклипов. Бекфорд является одним из самых успешных чернокожих супермоделей всех времен, который добился славы и крупных контрактов в 1990-х годах.

## Ранние годы
Бекфорд родился в Рочестере, штат Нью-Йорк, 19 декабря 1970 года в семье Хиллари Диксон Холл и Ллойда Бекфорда, оба родителя являются афроямайцами.
У Бекфорда есть сестра по имени Шаник Бекфорд, которая в настоящее время проживает в Нью-Йорке.
Вскоре после его рождения мать увезла семью на Ямайку, где они прожили семь лет, прежде чем вернуться в Рочестер, штат Нью-Йорк, где Бекфорд учился и окончил среднюю школу Питтсфорд-Мендон. В школьные годы Тайсона часто дразнили из-за его внешности.

## Карьера

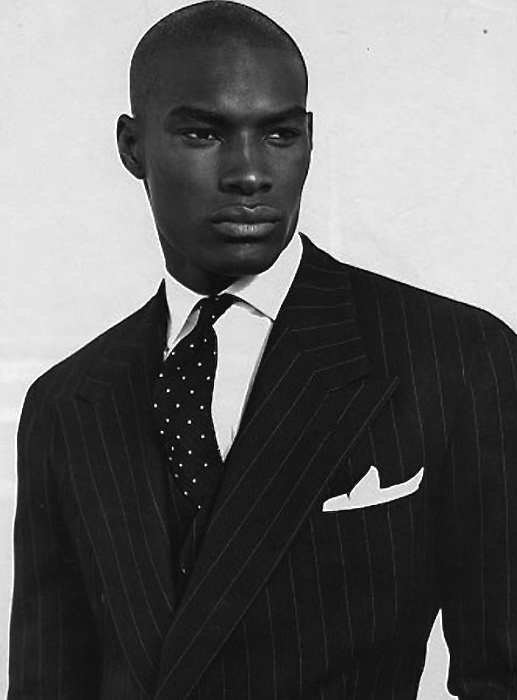
Бекфорд в 1990-х годах

В 1992 году Бекфорд дебютировал в качестве модели, снявшись для хип-хоп журнала The Source, по приглашению скаута, Джеффа Джонса. В 1993 году Бекфорд был приглашен брендом Ральф Лорен в качестве модели для линии мужской спортивной одежды Polo.
В 1995 году Бекфорд был назван «Человеком года» музыкальным каналом кабельного телевидения VH1 и одним из «50 самых красивых людей в мире» журналом People. Он сотрудничал с агентствами, Soul Artist Management в Нью-Йорке и D’Management Group в Милане . Бекфорд занял 38-е место в списке «40 самых горячих красавцев VH1 90-х годов».
В 2003 году он участвовал в знаменитом реалити-шоу ABC network «Я знаменитость… Вытащи меня отсюда!». В сентябре 2008 года он поддержал National RESPECT!, компанию против насилия в семье.
Бекфорд был одним из организаторов модельного конкурса Make Me a Supermodel на телеканале Bravo вместе с коллегой-супермоделью Никки Тейлор. Шоу выбрало Николь Трунфио в качестве наставника для модельных конкурсанток во втором сезоне шоу. Среди других судей были дизайнер Кэтрин Маландрино, модель Дженни Шимицу, фотограф Перу и модель скаут Марлон.

## Личная жизнь
7 июня 2005 года Бекфорд был ранен в результате автомобильной аварии в Секокусе, штат Нью-Джерси. Он потерял контроль над своим Dodge Ram SRT-10 2004 года и ударился о столб. Автомобиль загорелся сразу же после столкновения, но Бекфорд смог выбраться до того, как красный пикап был полностью охвачен пламенем. Он был доставлен в медицинский центр Джерси-Сити и госпитализирован с травмой головы и порезами. Во время интервью на Шоу Опры Уинфри Тайсон утверждал, что несчастный случай оказал глубокое влияние на его духовность.
У Бекфорда есть сын, Джордан Бекфорд (род. в 1998 году), от отношений со знаменитым стилистом, Эйприл Румет, которая часто появляется на канале E! в программе Candy Girls .

## Фильмография

### Кино и телевидение
| Год  |     | Русское название        | Оригинальное название | Роль                  |
| ---- | --- | ----------------------- | --------------------- | --------------------- |
| 2000 | ф   | —                       | Boricua’s Bond        | н/д                   |
| 2001 | ф   | Образцовый самец        | Zoolander             | в роли самого себя    |
| 2002 | ф   | Ящик Пандоры            | Pandora’s Box         | Лэнс Расин            |
| 2002 | кор | —                       | Gully                 | человек / заключённый |
| 2002 | с   | Моя жена и дети         | My Wife and Kids      | Хантер                |
| 2003 | ф   | Байкеры                 | Biker Boyz            | Донни                 |
| 2003 | с   | Половинка и половинка   | Half & Half           | сексуальный парень    |
| 2004 | ф   | Газ                     | Gas                   | Карл                  |
| 2005 | ф   | В поисках Бобби Д       | Searching for Bobby D | Джером                |
| 2005 | ф   | Добро пожаловать в рай! | Into the Blue         | Примо                 |
| 2005 | кор | Ждать                   | Wait                  | Чарльз                |
| 2008 | ф   | Короли вечера           | Kings of the Evening  | Хомер Хоббс           |
| 2008 | ф   | Отель Калифорния        | Hotel California      | Эл                    |
| 2010 | ф   | —                       | Dream Street          | н/д                   |
| 2014 | ф   | Зависимый               | Addicted              | Кори                  |
| 2015 | ф   | Шоколадный город        | Chocolate City        | Эдриан                |
| 2015 | ф   | Супермодель             | Supermodel            | Алекс                 |

### Музыкальные клипы
| Год  | Исполнитель   | Название            |
| ---- | ------------- | ------------------- |
| 1993 | Тони Брэкстон | «Breathe Again»     |
| 1996 | Тони Брэкстон | «Un-Break My Heart» |
| 2004 | Бритни Спирс  | «Toxic»             |
| 2014 | Шарон Лил     | «Giant»             |
| 2015 | Мэрайя Кэри   | «Infinity»          |